# Свиридоновка (Херсонская область)
Свиридоновка (укр. Свиридонівка) — село в Новотроицкой поселковой общине Генического района Херсонской области Украины.
Население по переписи 2001 года составляло 2 человека. Почтовый индекс — 75333. Телефонный код — 5548. Код КОАТУУ — 6524481704.